# Dekanat Zabrze-Mikulczyce
Dekanat Zabrze-Mikulczyce – jeden z 16 dekanatów diecezji gliwickiej, w którego skład wchodzi 10 parafii.

## Parafie dekanatu Zabrze-Mikulczyce
- Czekanów: Parafia św. Floriana w Czekanowie
- Zabrze: Parafia św. Barbary w Zabrzu
- Zabrze: Parafia Niepokalanego Serca Najświętszej Maryi Panny w Zabrzu
- Zabrze: Parafia św. Wojciecha w Zabrzu
- Zabrze-Biskupice: Parafia Wniebowzięcia Najświętszej Maryi Panny w Zabrzu-Biskupicach
- Zabrze-Biskupice: Parafia św. Jana Chrzciciela w Zabrzu-Biskupicach
- Zabrze-Grzybowice: Parafia Matki Boskiej Różańcowej w Zabrzu-Grzybowicach
- Zabrze-Mikulczyce: Parafia św. Teresy od Dzieciątka Jezus w Zabrzu-Mikulczycach
- Zabrze-Mikulczyce: Parafia św. Wawrzyńca w Zabrzu-Mikulczycach
- Zabrze-Rokitnica: Parafia Najświętszego Serca Pana Jezusa w Zabrzu-Rokitnicy